# Bellaguntha
Bellaguntha è una città dell'India di 9.961 abitanti, situata nel distretto di Ganjam, nello stato federato dell'Orissa. In base al numero di abitanti la città rientra nella classe V (da 5.000 a 9.999 persone).

## Geografia fisica
La città è situata a 19° 52' 60 N e 84° 39' 0 E e ha un'altitudine di 58 m s.l.m..

## Società

### Evoluzione demografica
Al censimento del 2001 la popolazione di Bellaguntha assommava a 9.961 persone, delle quali 4.922 maschi e 5.039 femmine. I bambini di età inferiore o uguale ai sei anni assommavano a 1.298, dei quali 675 maschi e 623 femmine. Infine, coloro che erano in grado di saper almeno leggere e scrivere erano 6.679, dei quali 3.703 maschi e 2.976 femmine.